# Gypsophila tubulifiera
Gypsophila tubulifiera là loài thực vật có hoa thuộc họ Cẩm chướng. Loài này được Bornm. mô tả khoa học đầu tiên năm 1914.